# Psi Orionis
Psi Orionis är en Bayer-beteckning som delas av två stjärnor i stjärnbilden Orion:
- 25 Orionis, en Be-stjärna av magnitud 4,87.
- 30 Orionis, en ellipsoid variabel och möjligen även förmörkelsevariabel (E/D) som varierar i ljusstyrka 4,55-4,61.[1]